# Cikadavårtbitare
Cikadavårtbitare (Metrioptera roeselii), även kallad ängsvårtbitare, är en art i insektsordningen hopprätvingar som tillhör familjen vårtbitare.

## Kännetecken
Cikavårtbitaren har en kroppslängd på 12 till 18 millimeter. Färgen på kroppen varierar från grönaktigt till brunaktigt och rödbrun till gulaktigt vit, med mindre mörkare markeringar på huvud, kroppssidor och bakben. Vingarna är korta.

## Utbredning
Cikadavårtbitaren finns i delar av Europa, Asien och Nordamerika. I Sverige finns det största sammanhängande utbredningsområdet i Mellansverige. Mindre och isolerade populationer finns både i södra och i norra Sverige . Sättet som arten sprider sig på är troligtvis en kombination av egna förflyttningar och med människans hjälp, t.ex. genom att ägg placerade i hö förflyttas till nya områden . Arten gynnades i Sverige under de första decennierna av 2000-talet av klimatförändringarna, och förekomsten ökade, särskilt i östra Svealand

## Levnadssätt
Cikadavårtbitarens habitat är främst gräsmarker, som ängar. Till levnadssättet är den en omnivor, som både äter växter och tar andra mindre insekter. Gräs och örter utgör dock övervägande delen av dess föda. Hanen stridulerar, det vill säga spelar, för att locka till sig honor. Individerna sprider sig genom landskapet med hjälp av gräskanter som diken och vägrenar . Den typen av habitat är viktiga för populationers överlevnad och gör att utbredningen kan expandera .